# 多纳扎克 (塔恩省)
多纳扎克（法語：Donnazac，法語發音：[dɔnazak]）是法国奥克西塔尼大区塔恩省的一个市镇，属于阿尔比区。

## 地理
多纳扎克（44°0'52"N, 1°56'42"E）面积4.74 平方千米，位于法国奧克西塔尼大區塔恩省，该省份为法国南部内陆省份，北起顺时针与阿韦龙省、埃罗省、奥德省、上加龙省和塔恩-加龙省接壤。
与多纳扎克接壤的市镇（或旧市镇、城区）包括：弗罗塞耶、韦尔河畔卡于扎克、塞斯泰罗尔、诺阿耶、苏埃勒。

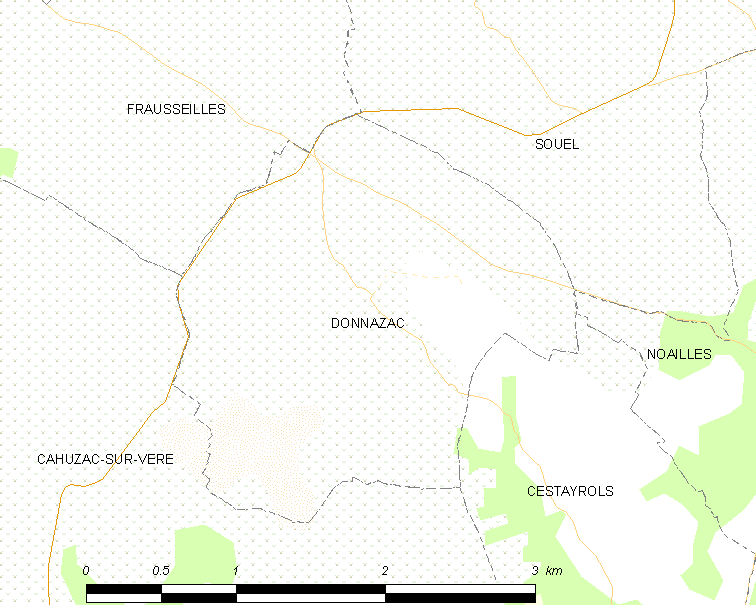
的OSM定位图

多纳扎克的时区为UTC+01:00、UTC+02:00（夏令时）。

## 行政
多纳扎克的邮政编码为81170，INSEE市镇编码为81080。

## 政治
多纳扎克所属的省级选区为卡尔莫第二县。

## 人口

1962-2008年间人口变化图示

多纳扎克于2022年1月1日时的人口数量为59人。